# Spilichneumon primarius
Spilichneumon primarius är en stekelart som först beskrevs av Kokujev 1909.  Spilichneumon primarius ingår i släktet Spilichneumon och familjen brokparasitsteklar. Inga underarter finns listade i Catalogue of Life.